# 三上祐一
三上 祐一（みかみ ゆういち・本名：鶴見 祐一（つるみ ゆういち）、1969年12月10日 - ）は、日本の俳優。ホリプロに所属していた。東京都港区北青山出身。
原宿幼稚園・港区立青山小学校・練馬区立下石神井小学校・杉並区立井草中学校・東京都立広尾高等学校・早稲田大学商学部卒業。

## 人物
映画『台風クラブ』の主演でデビュー。この台風クラブでの役名から三上を芸名としてもらう。芸名を付けたのは「他人から軽々しく“鶴見”と呼ばれたくなかったから」ということで、祐一の名をそのまま残したのは「どこかに自分を感じていたかったから」とのこと。鶴見辰吾の弟ということから、度々テレビドラマや映画に出演、1986年に入ってから友人とバンドを組んで活動していたものの、大学進学を機に活動を休止。大学卒業後ホリプロに所属するも、目立った活躍をすることがないまま、斉藤隆治と共に契約解除をされ、芸能界から引退する。
現在は執筆業やコメンテーターに勤しんでおり、「優彩(ユウサイ)式魔法の話術 思考法」（TRM出版）の著者名は「本間 勇介」であるが、それは三上が執筆したものである。2017年「キング・オブ・ボディーズvs新世界秩序vs中国共産党vs日本国家vsイスラム国」を執筆。

## 出演作品

### 映画
- 台風クラブ（1985年、東宝・ATG）- 主演・三上恭一 役
- 卒業プルーフ（1987年、東映クラシックフィルム） - 里美幸一 役
- 櫻の園（1990年、アルゴプロジェクト）- 島田祐介 役
- くれないものがたり（1991年、パイオニア） - 麻生法靖 役
- だからおまえは落ちるんだ、やれ!（1994年）
- ドーベルマン刑事（1996年、ギャガ） - OV作品

### テレビドラマ
- 竹の子すくすく 第1話（1977年12月1日、テレビ朝日）※「鶴見 祐一」名義
- 親にはナイショで…（1986年、TBS）- 木田晶 役
- 月曜ドラマランド「ぺぱ〜みんと・エイジ」（1987年3月16日、フジテレビ）
- 風少女（1988年、日本テレビ）- 麻生浩二 役
- 土曜ワイド劇場（テレビ朝日）
  - 「時よとまれ」（1995年8月5日）
  - 「殺意を抱く女たち」（1995年11月4日）